# Dieter Paulsberg
Dieter Paulsberg (* 16. November 1941; † 27. Mai 2016) war ein deutscher Fußballspieler. Der Offensivspieler kam in der Premierenrunde der Fußball-Bundesliga, 1963/64, bei Eintracht Braunschweig zu einem Ligaeinsatz.

## Karriere
Paulsberg begann beim VfB Lohberg, einem Dinslakener Stadtteilverein, mit dem Fußballspielen. In der Saison 1962/63 erreichte er mit seinem Verein in der Verbandsliga Niederrhein die Vizemeisterschaft. In den Spielen um den westdeutschen Pokal schaltete er mit dem VfB um den Amateurnationalspieler Herbert Bayer in zwei Spielen den Oberligisten Alemannia Aachen (2:2 n. V./3:2) mit deren Leistungsträgern Josef Martinelli, Branko Zebec und Christian Breuer aus, und war damit für die Hauptrunde um den DFB-Pokal 1963 qualifiziert. Am 30. Juni 1963 verlor Paulsberg mit Lohberg mit 3:4 bei Werder Bremen. In der 5. Spielminute hatte er den Amateurvertreter mit 1:0 in Führung gebracht. Mit der Vertretung des Niederrheins war er am 1. Mai 1963 im Länderpokal erst im Halbfinale gegen Hessen (0:1) ausgeschieden. Er wurde zur Saison 1963/64 von Eintracht Braunschweig für die neue Fußball-Bundesliga verpflichtet.
Der dritte Nordvertreter für die Bundesliga, neben dem Hamburger SV und Werder Bremen, holte für die neue Leistungskonzentration im DFB-Bereich den Trainer Helmuth Johannsen und die Spieler Hans-Georg Dulz, Peter Kaack und Dieter Paulsberg in die Welfenstadt an der Oker. Für die Braunschweiger bestritt er lediglich ein Bundesligaspiel, das am 15. Februar 1964 (20. Spieltag) daheim mit 0:3 gegen Eintracht Frankfurt verloren wurde. Er bildete dabei mit Jürgen Moll, Dulz, Ernst Saalfrank und Lothar Weschke den Angriff. Gegen die Konkurrenz in der Offensive der Blau-Gelben durch Moll (30-8), Helmut Hosung (23-4), Dulz (23-4), Klaus Gerwien (15-3), Manfred Wuttich (17-8), Gerhard Schrader (13-4) und Weschke hatte er im Rundenverlauf keine Chance.
Als dann die Eintracht auch noch für das zweite Bundesligajahr 1964/65 mit Lothar Ulsaß, Dieter Krafczyk und Erich Maas drei erprobte Angreifer verpflichtete, löste Paulsberg seinen Lizenzvertrag auf und kehrte in das Amateurlager zurück.